# Pilatus Aircraft

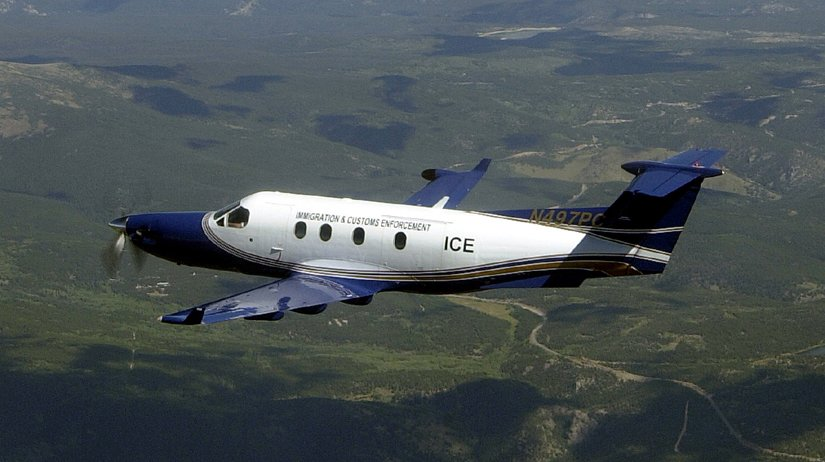
PC-12

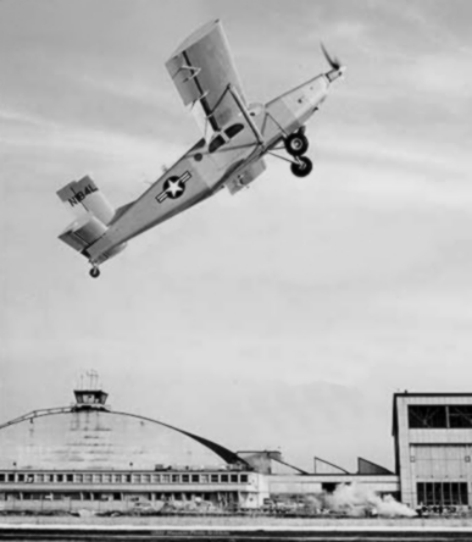
PC-6 Porter — перший літак, що досяг світового комерційного успіху

Pilatus Aircraft Ltd.  — швейцарська авіабудівна компанія, заснована в 1939 році. Штаб-квартира компанії розташована в комуні Штанс, Швейцарія, в ній працює близько 1100 осіб. Компанія випускає одномоторні турбогвинтові літаки різного призначення.
У 2010 році обсяг продажів компанії склав 688 млн швейцарських франків, а операційний прибуток 88 млн швейцарських франків.

## Історія
Перший літак компанія випустила лише в 1944 році, ним став цивільний літак Pilatus SB-2. 1945 року компанія почала випуск навчальних літаків Pilatus P-2 для ВПС Швейцарії, всього було побудовано 54 примірники.
Потім у 1953 році був випуск моделі PC-3, 72 літаки було побудовано для ВПС Швейцарії та 6 літаків для ВМФ Бразилії.
У 1959 році був випущений PC-6 Porter. Ця модель була дуже популярною, а її модифікація Turbo Porter випускається і понині.
У 1972 році в Pilatus Aircraft випустили PC-11 (також знаний як B-4) — суцільнометалевий планер. Було вироблено 322 примірники.
Перший політ навчально-тренувального літака PC-7 Turbo відбувся в 1978 році. На сьогодні випущено понад 450 примірників.
З 1984 року компанія почала випуск навчального PC-9 Advanced Turbo Trainer, випущено понад 250 примірників.
У 1994 році компанія представила найуспішнішу свою модель турбогвинтового багатоцільового літака PC-12. Було випущено понад 1000 примірників.
Останнє покоління навчально-тренувальних літаків PC-21 почало випускатися в 2002 році. Було отримано замовлення на 19 літаків від ВПС Сінгапуру і замовлення на 6 літаків від ВПС Швейцарії.

## Літаки
- Pilatus SB-1[en] (проєкт)
- Pilatus SB-2[en] Pelican
- Pilatus SB-5[en] (проєкт)
- Pilatus P-1[en] (проєкт)
- Pilatus P-2[en]
- Pilatus P-3
- Pilatus P-4[en]
- Pilatus P-5[en] (проєкт)
- Pilatus PC-6 Porter Porter і Turbo Porter
- Pilatus PC-7[en]
- Pilatus PC-8D Twin Porter
- Pilatus PC-9
- Pilatus PC-10[en] (проєкт)
- Pilatus PC-11[en]/Pilatus B-4
- Pilatus PC-12
- Pilatus PC-21
- Pilatus PC-24

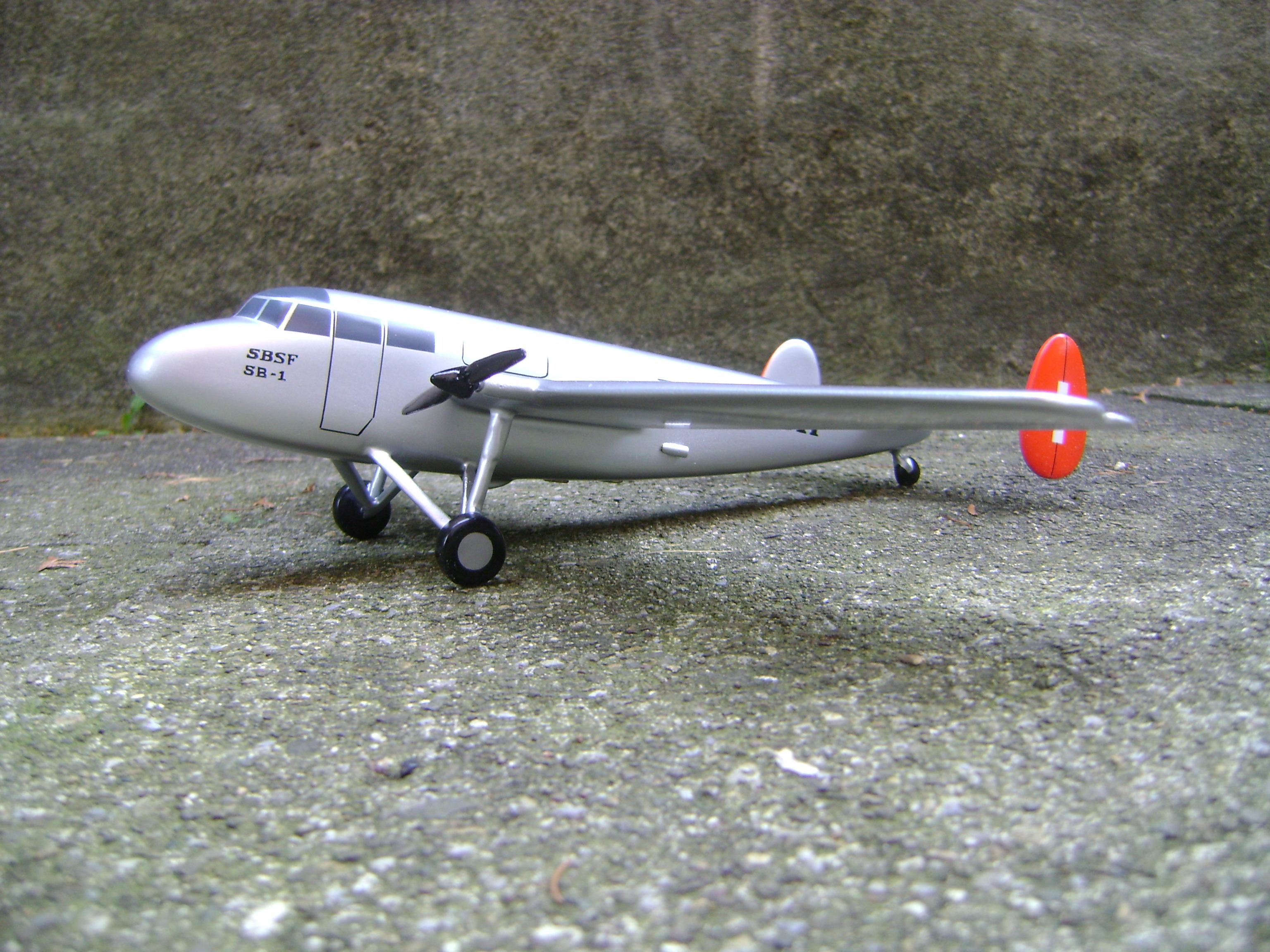
Pilatus SB-1
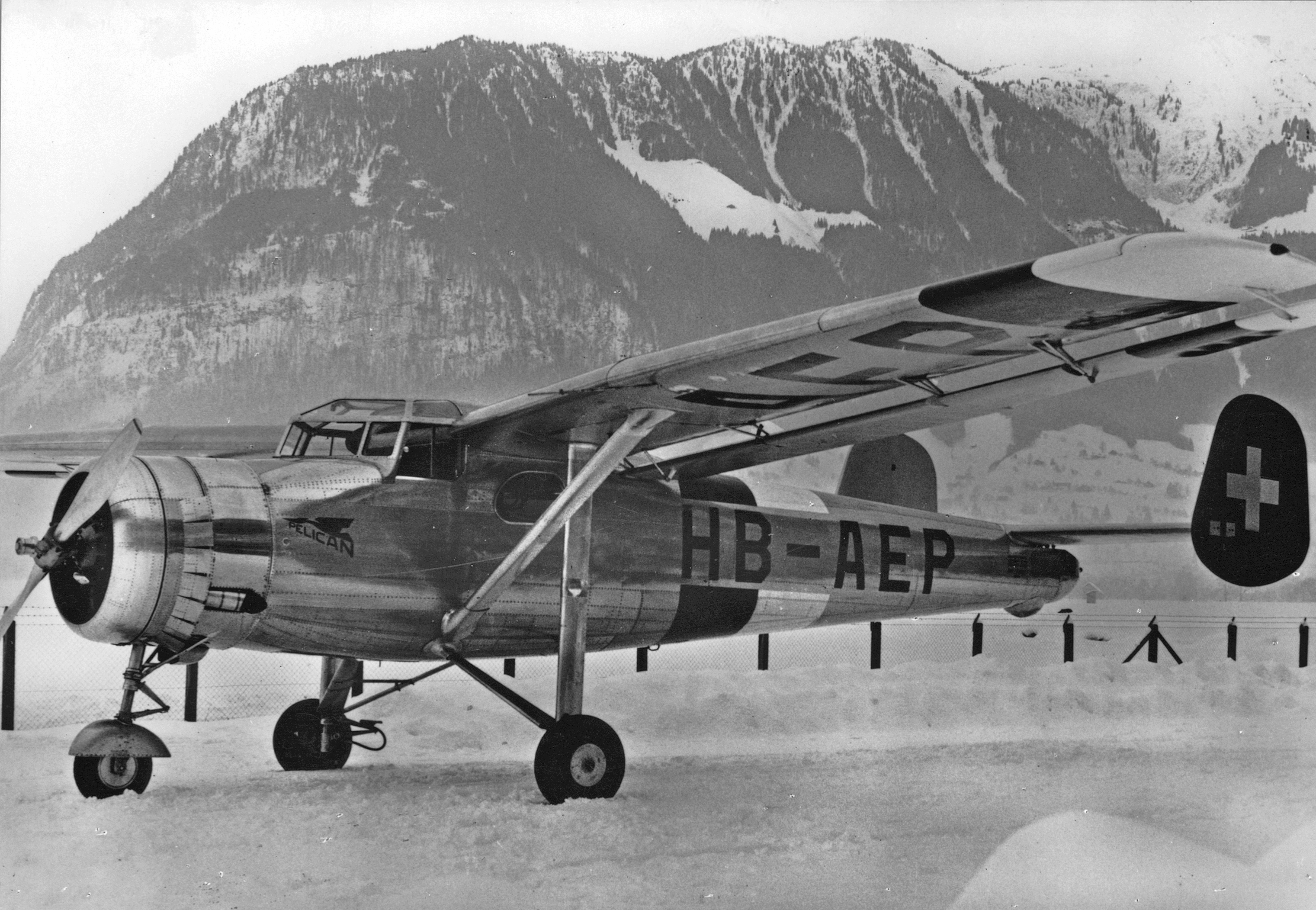
Pilatus SB-2 Pelican
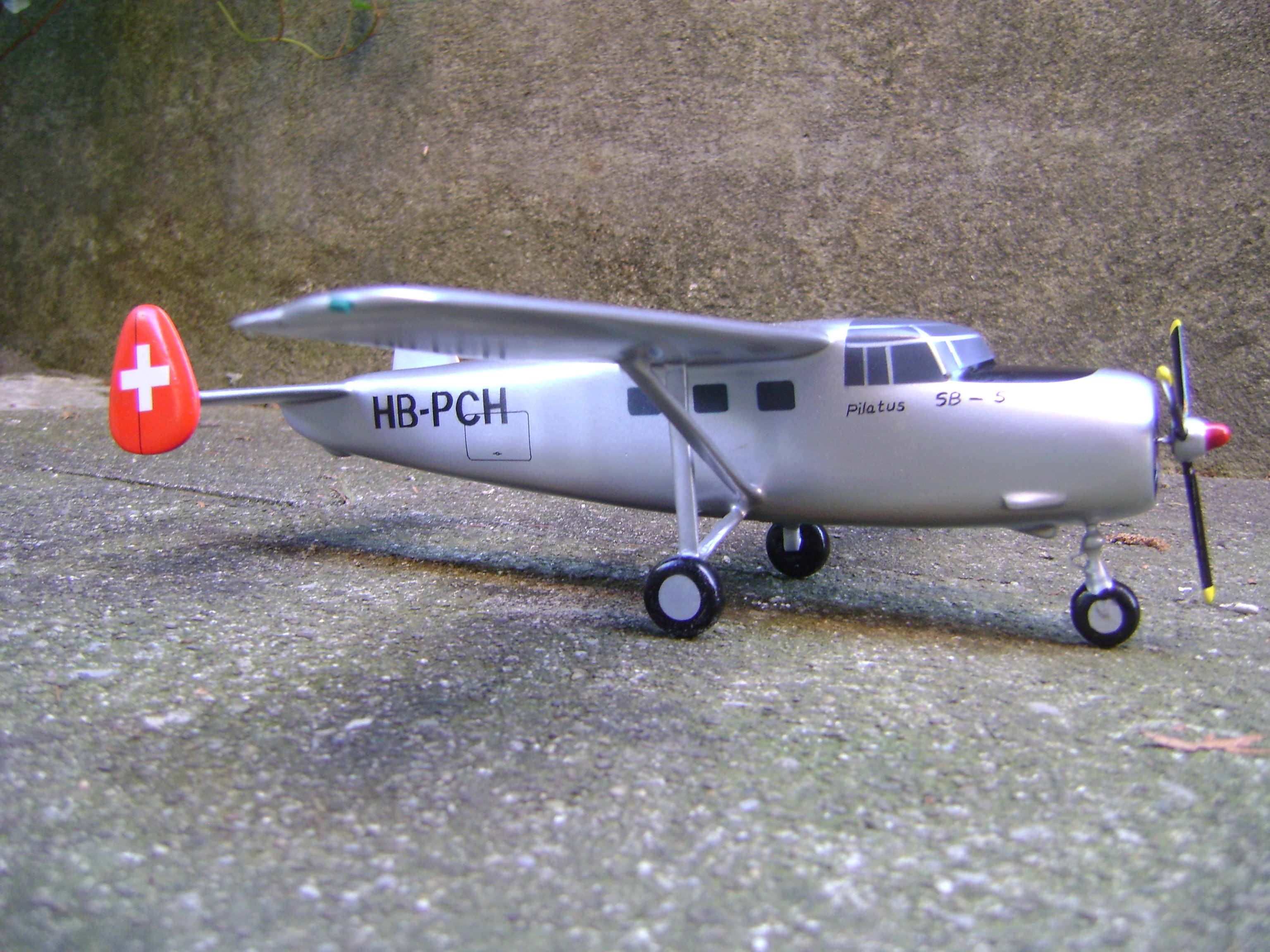
Pilatus SB-5
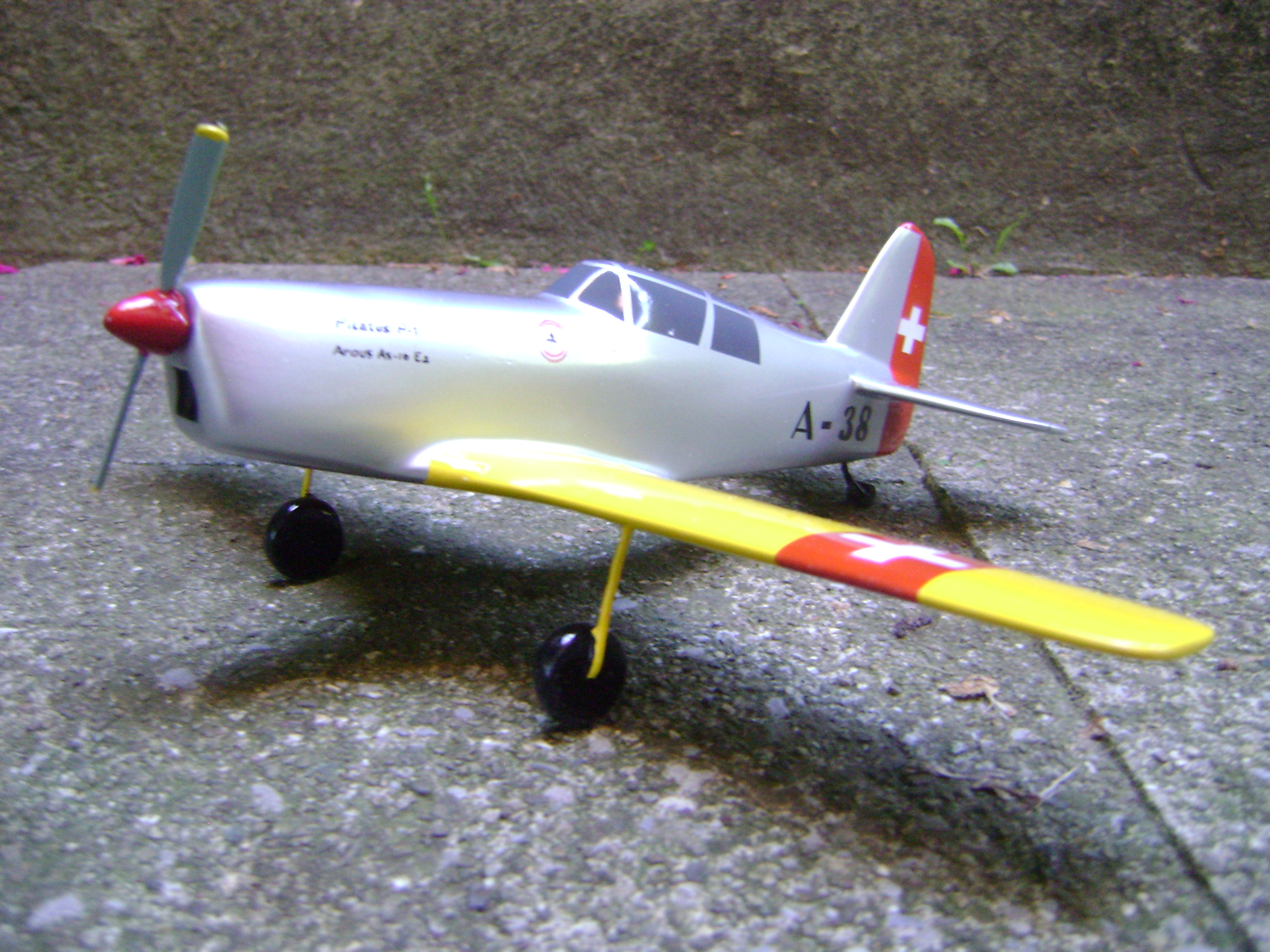
Pilatus P-1
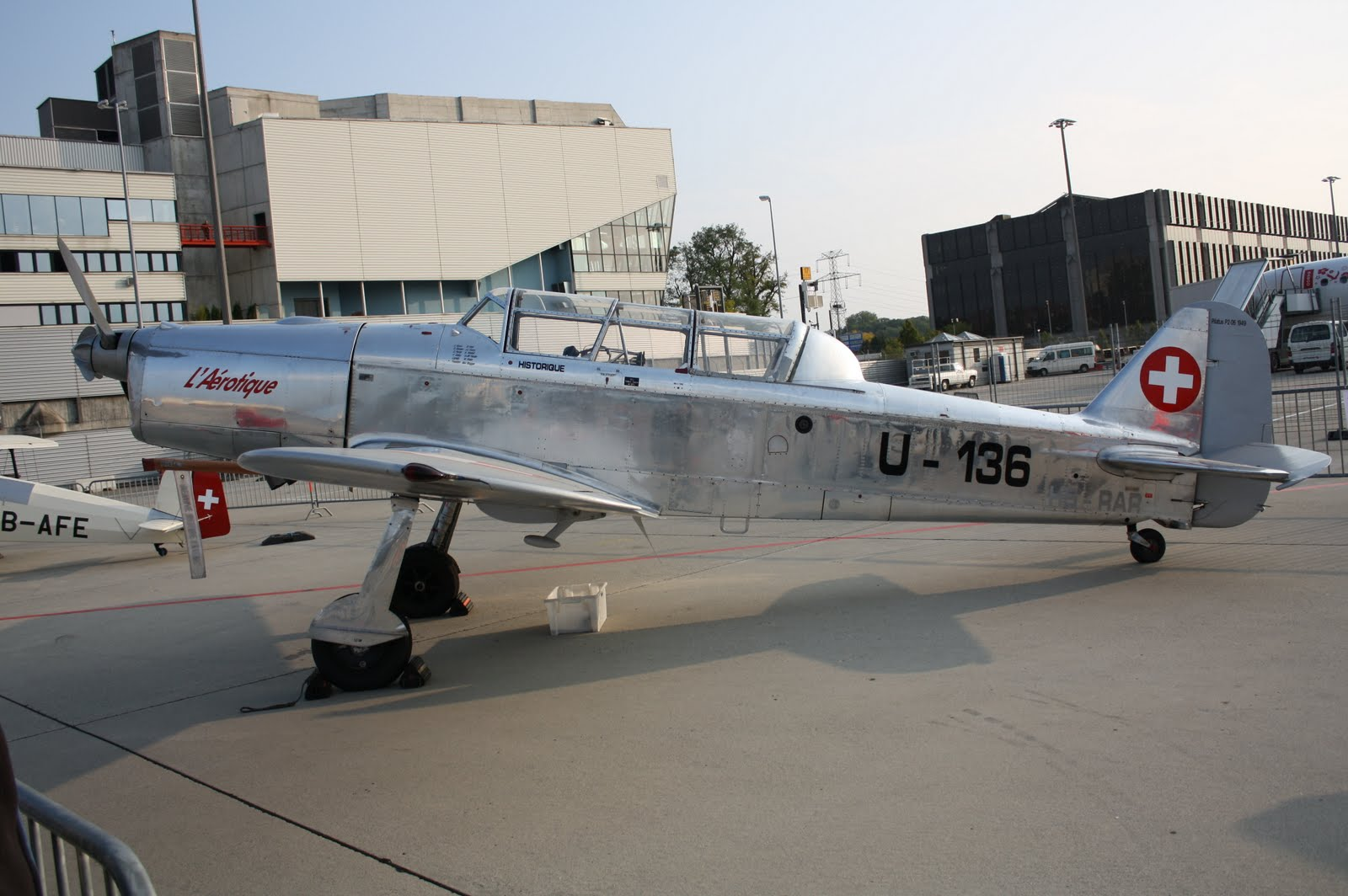
Pilatus P-2
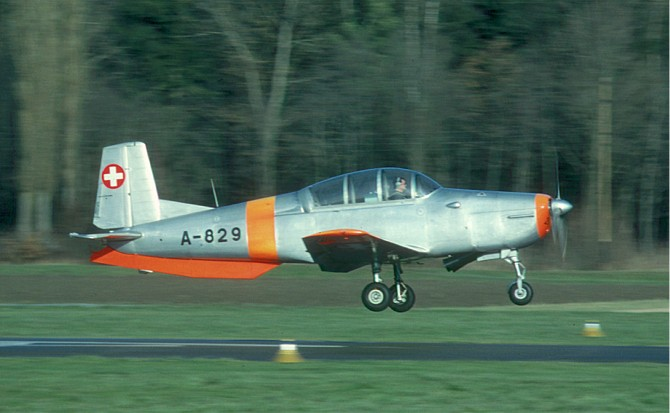
Pilatus P-3
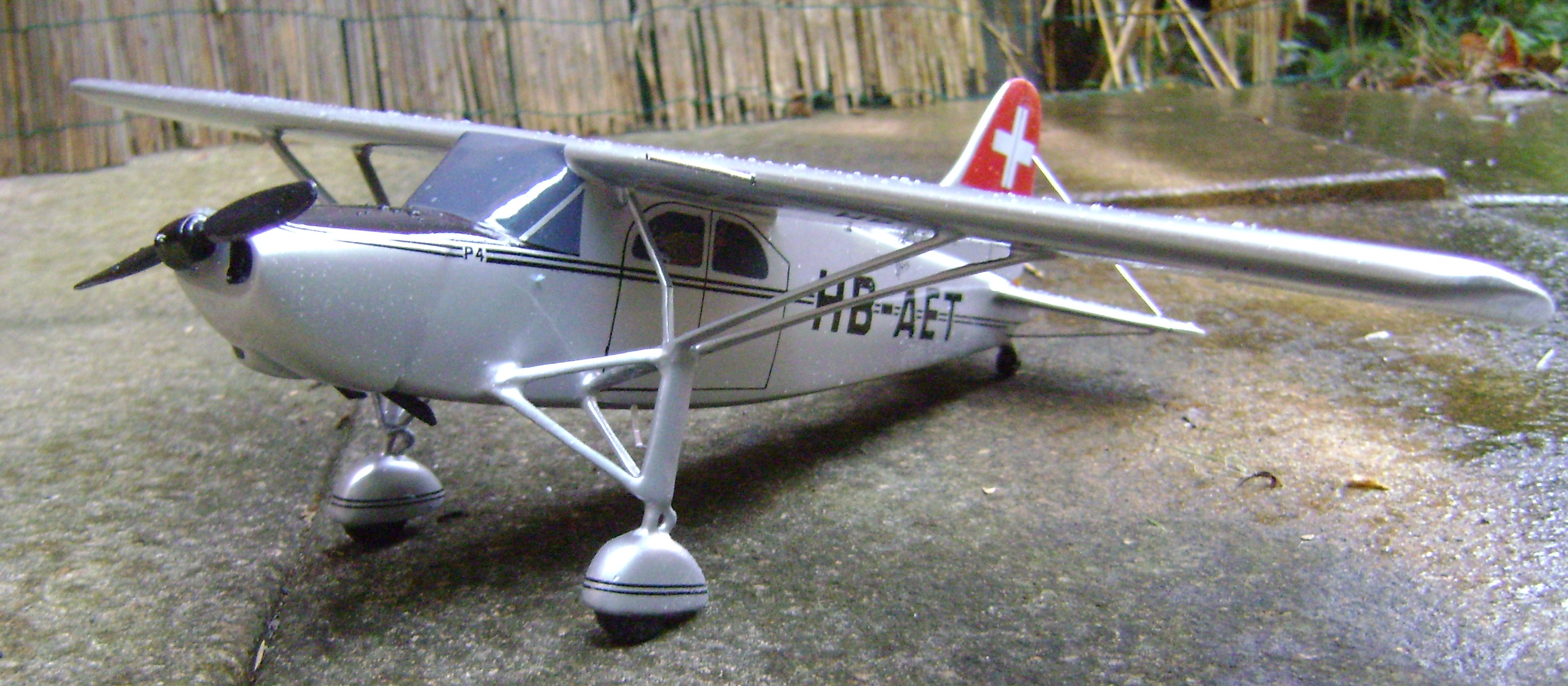
Pilatus P-4
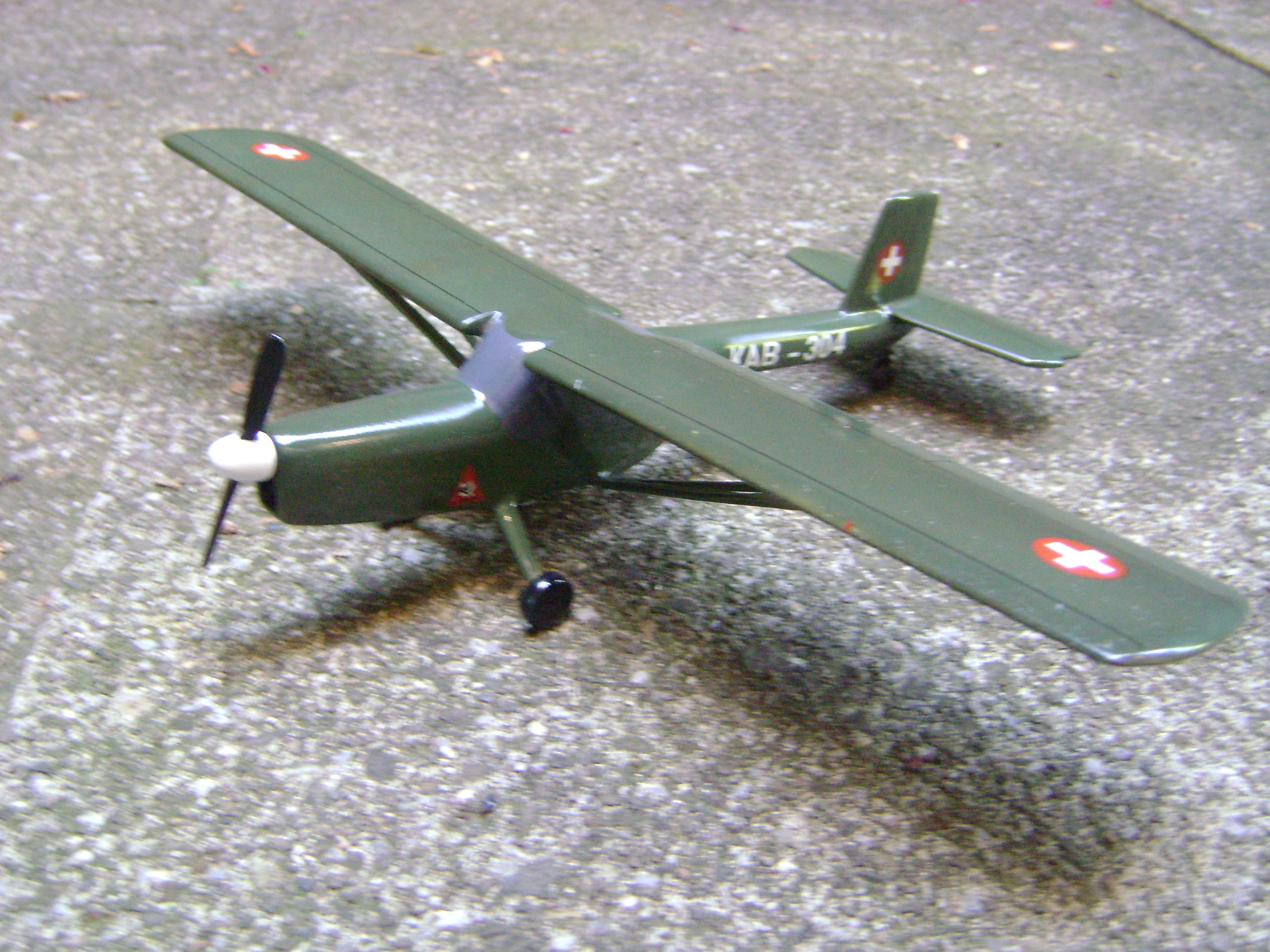
Pilatus P-5
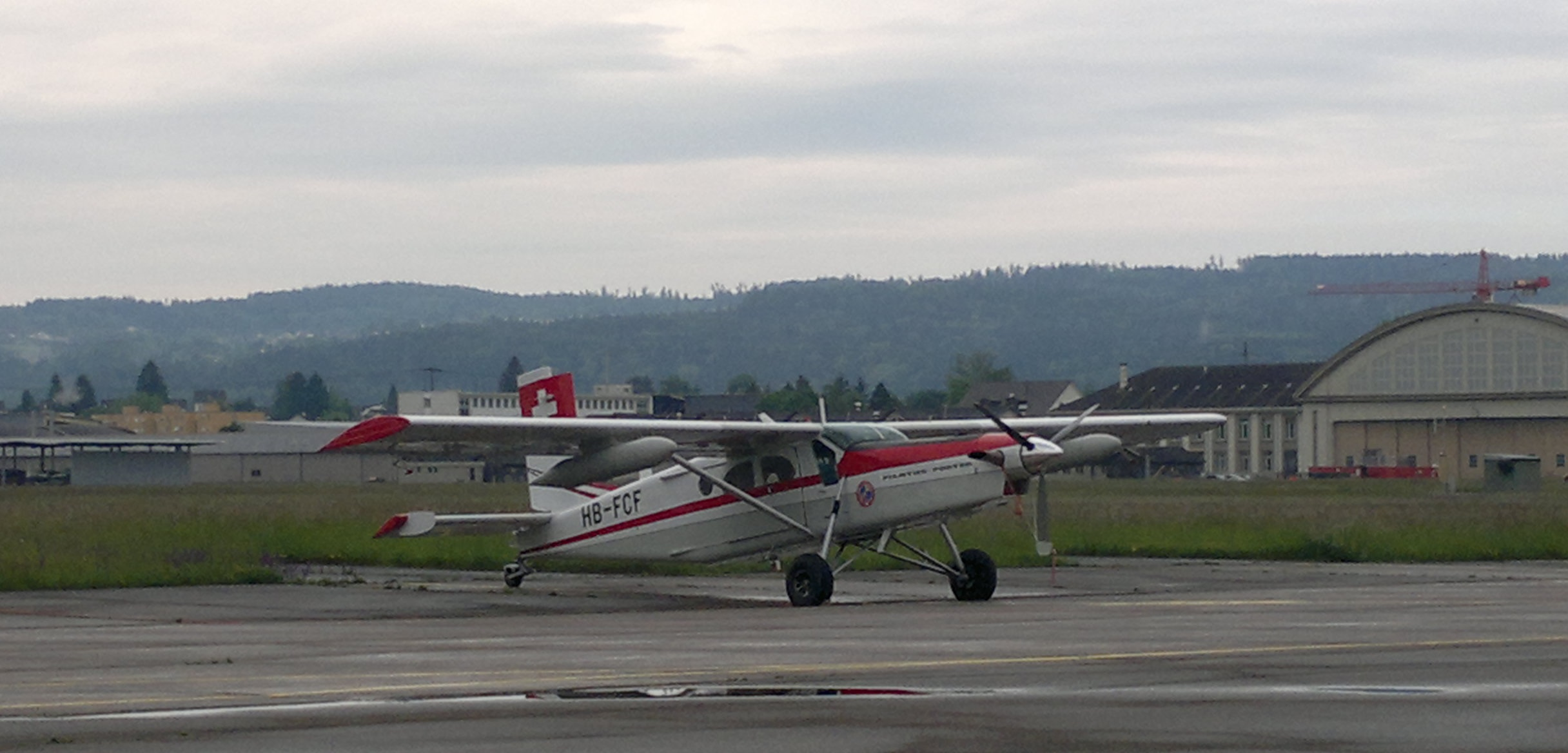
Pilatus PC-6
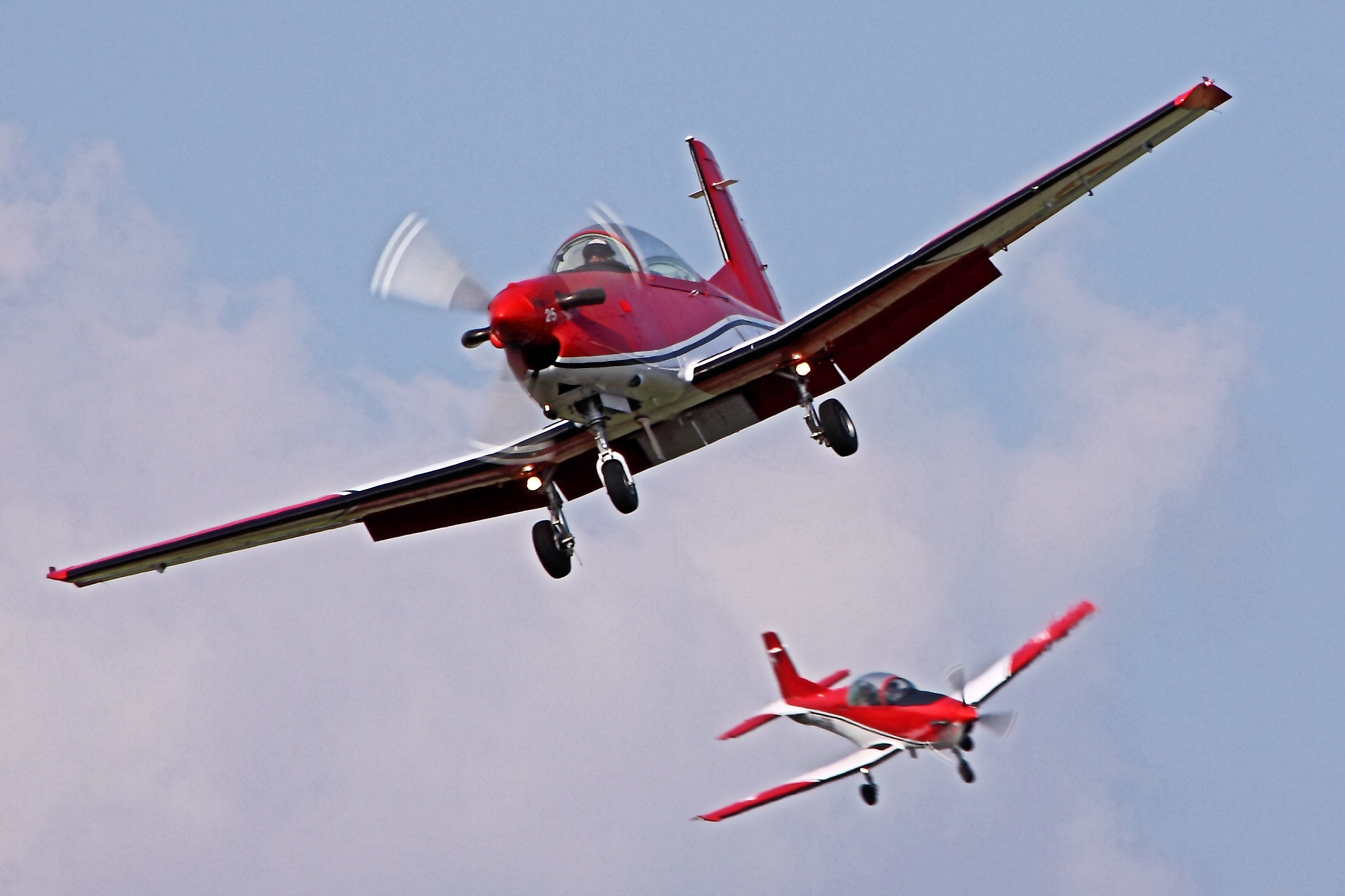
Pilatus PC-7
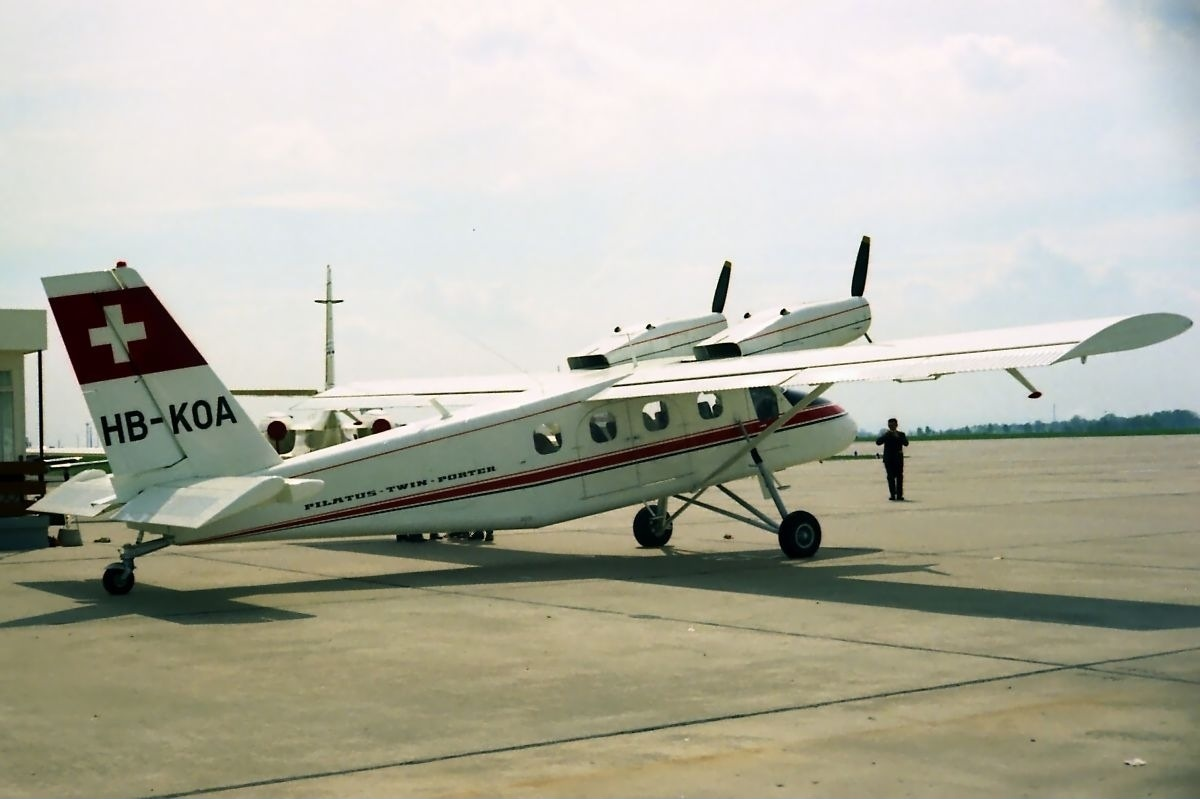
Pilatus PC-8D
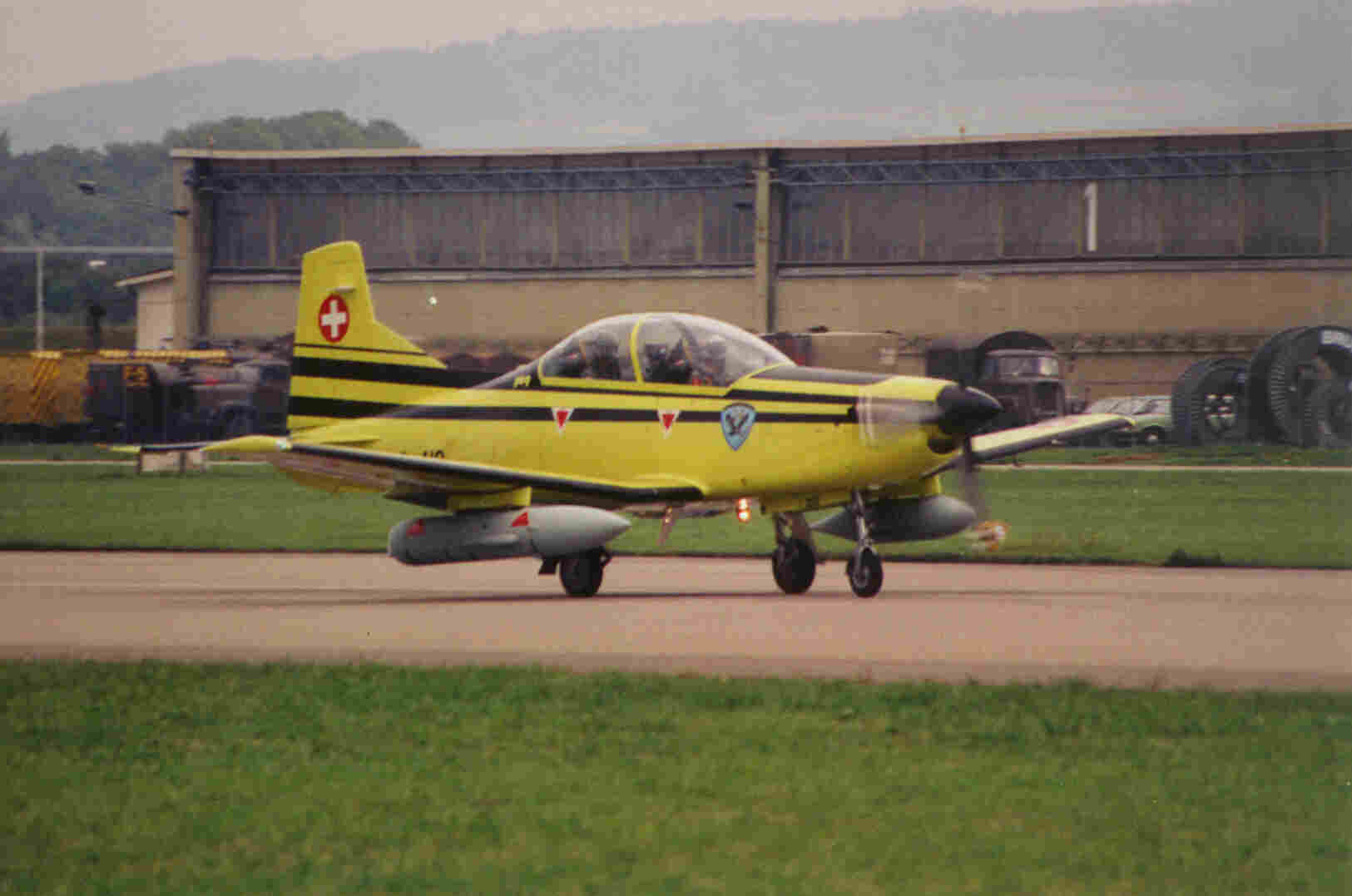
Pilatus PC-9
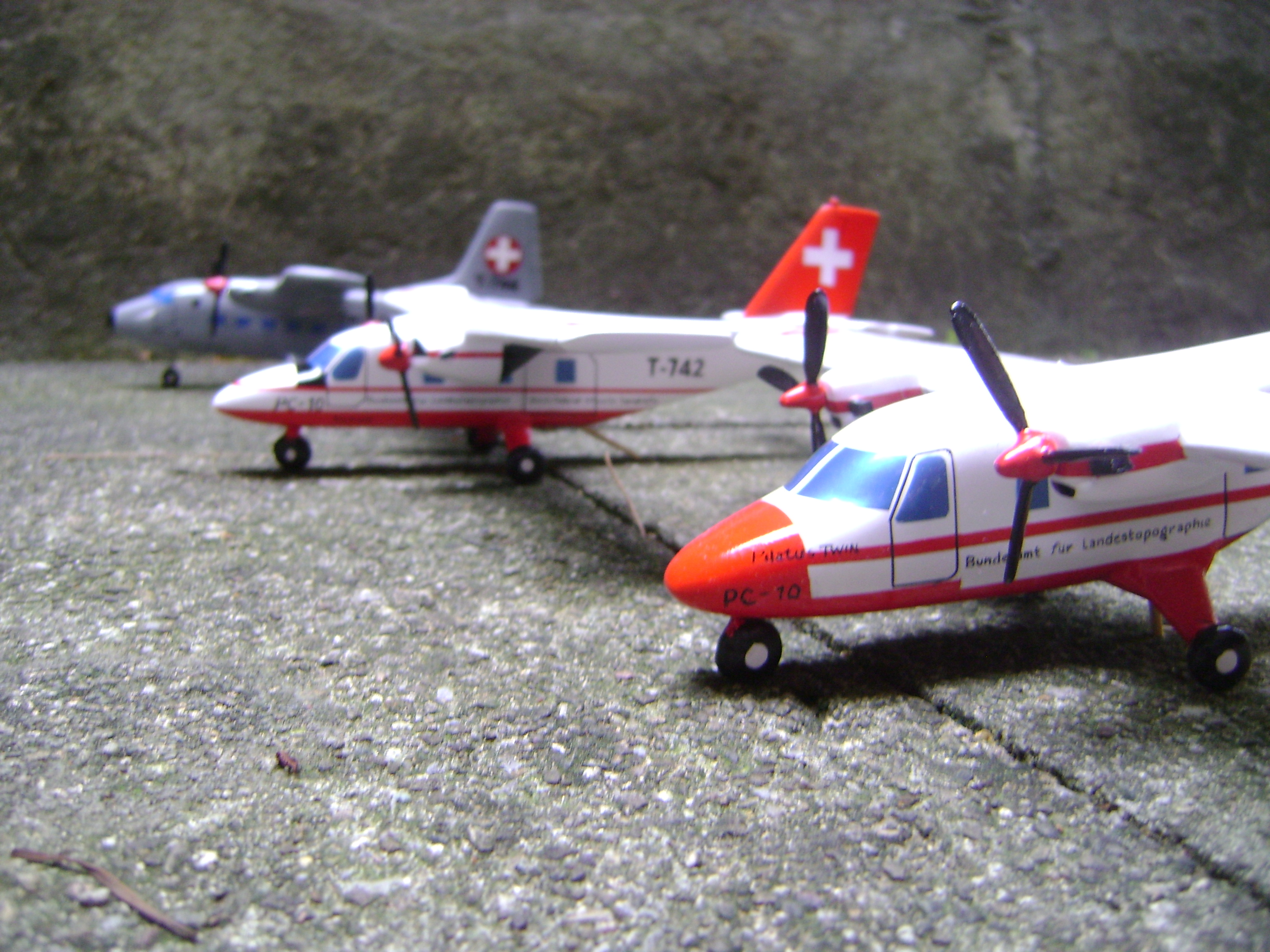
Pilatus PC-10
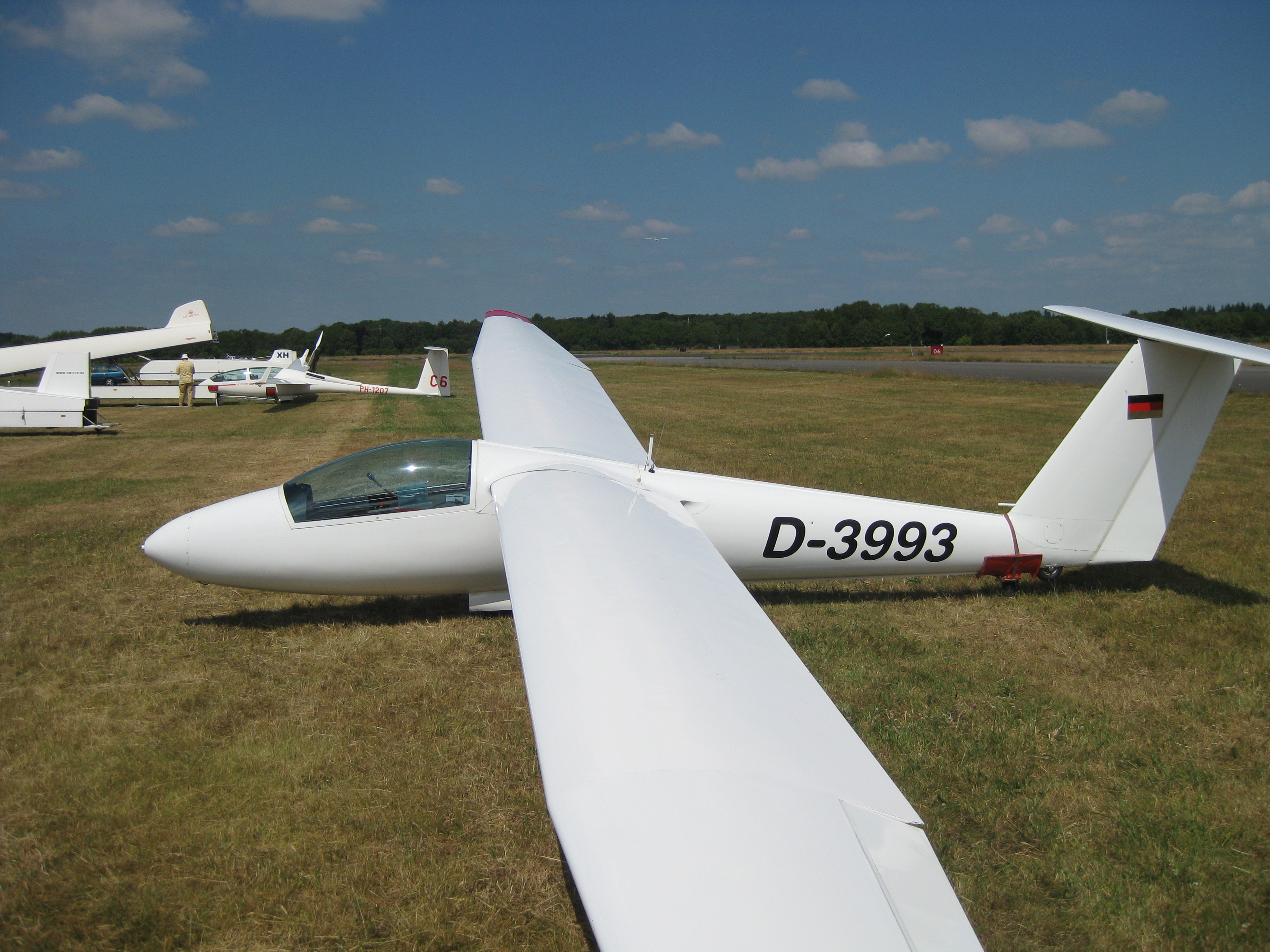
Pilatus PC-11 /B4
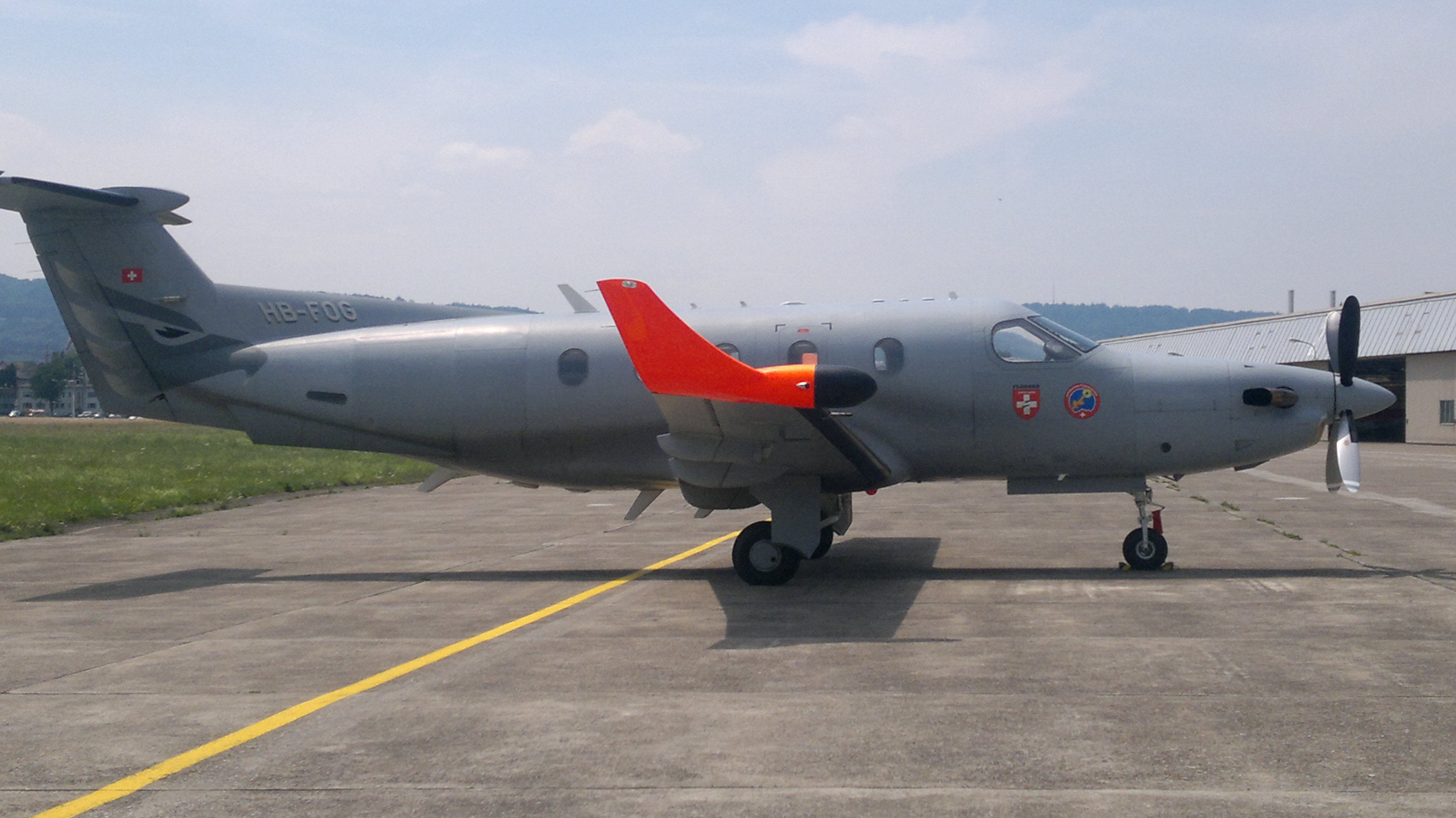
Pilatus PC-12
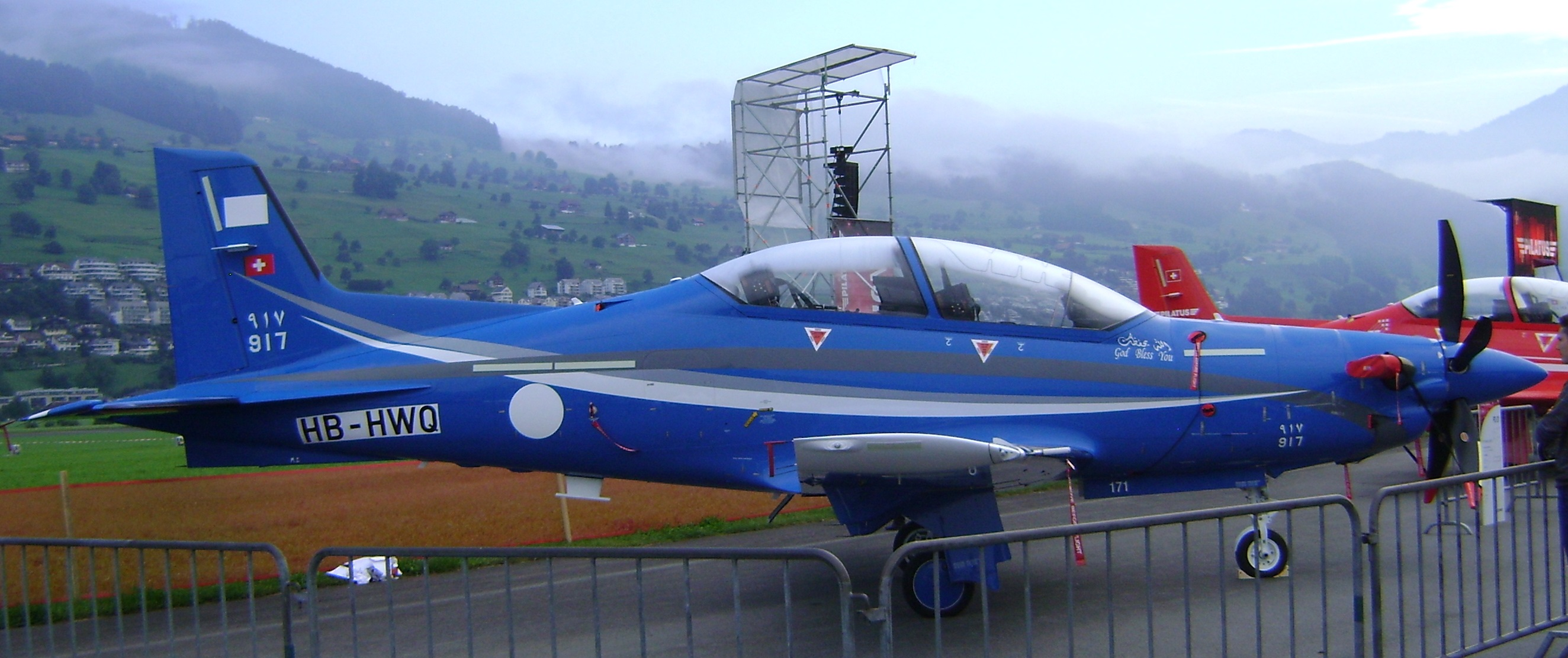
Pilatus PC-21
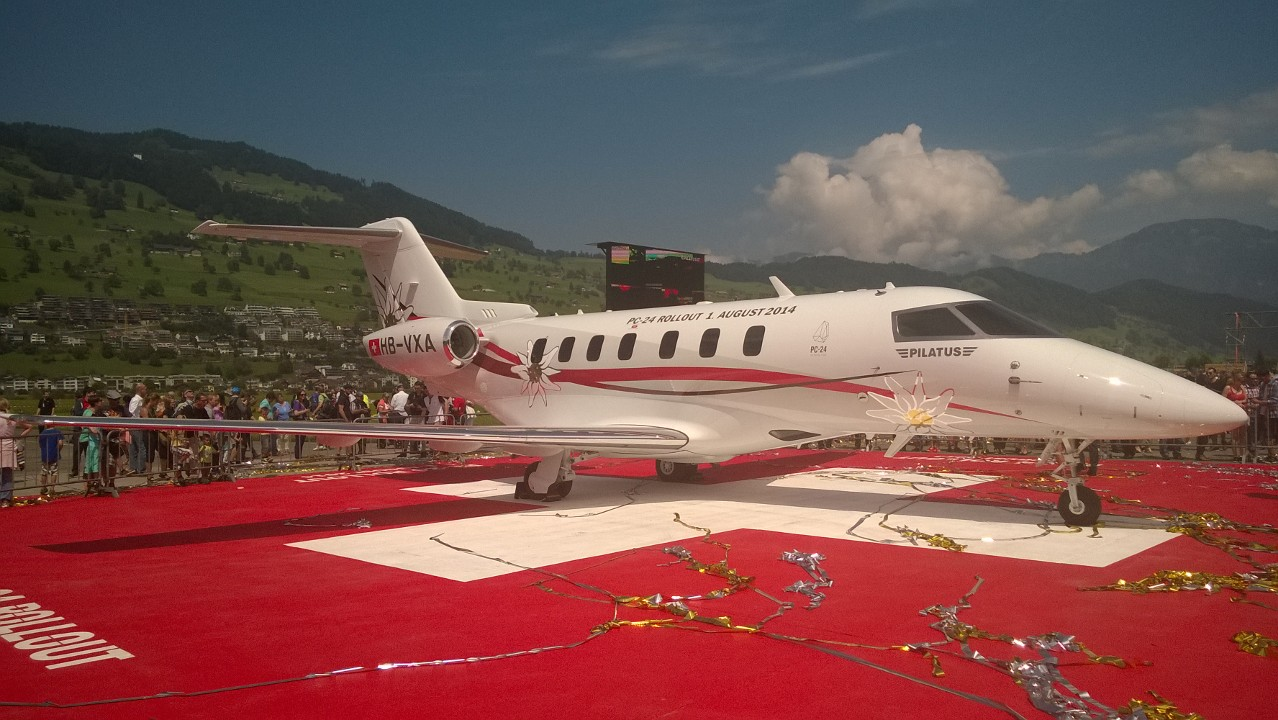
Pilatus PC-24

| Аеробатична команда                           | Країна     | Тип літака    | Примітки                                         |
| --------------------------------------------- | ---------- | ------------- | ------------------------------------------------ |
| P-3 Flyers                                    | Швейцарія  | Pilatus P-3   | цивільна команда                                 |
| Patrouille Suisse                             | Швейцарія  | Pilatus PC-6  | Тільки підтримка / Transport PC-6T V-622 «Felix» |
| PC-7 Team                                     | Швейцарія  | Pilatus PC-7  |                                                  |
| Silver Falcons                                | ПАР        | Pilatus PC-7  |                                                  |
| Alap-Alap Formation                           | Бруней     | Pilatus PC-7  |                                                  |
| Taming Sari                                   | Малайзія   | Pilatus PC-7  |                                                  |
| Solo Display Team                             | Нідерланди | Pilatus PC-7  | також F-16 і AH-64                               |
| Blue Phoenix                                  | Таїланд    | Pilatus PC-9  |                                                  |
| Крила Бурі                                    | Хорватія   | Pilatus PC-9  |                                                  |
| Roulettes                                     | Австралія  | Pilatus PC-9  |                                                  |
| Військово-повітряні сили Швейцарії PC-21 Demo | Швейцарія  | Pilatus PC-21 | презентуються спорадично                         |
| Pilatus Aircraft                              | Швейцарія  | Pilatus PC-21 |                                                  |